# Cuartel de la Central Nacional de Informaciones de Chillán
El Cuartel de la Central Nacional de Informaciones de Chillán es un edificio ubicado en el sector de Las Cuatro Avenidas de la ciudad de Chillán, Chile. Fue utilizado entre 1977 y 1986 como centro de detención y tortura, durante la dictadura militar chilena de Augusto Pinochet. El edificio ubicado en calle Dieciocho de septiembre #758, está adyacente al Edificio del Cuerpo de Bomberos de Chillán y frente al Edificio del Diario La Discusión.

## Historia
El edificio fue utilizado por la Central Nacional de Informaciones, cual era una policía secreta que perduró entre los años 1977 y 1986, durante la dictadura de Augusto Pinochet. Dicha entidad, tenía un cuartel en la ciudad de Chillán en el sector céntrico de la ciudad. Los detenidos que ingresaban a este lugar, llegaban con los ojos vendados y esposados siendo sometidos a interrogatorios y torturas, con la posibilidad de que fueran trasladados al cuartel de la misma entidad en la ciudad de Concepción, denominado Cuartel Bahamondes.
Quienes estuvieron en este recinto sufrieron descargas eléctricas, quemaduras, impedimento de dormir y posturas forzadas, en cuartos oscuros, siendo obligados a realizar confesiones auto-inculpatorias producto de las torturas. El resultado de estos crímenes, para aquellos que conseguían salir con vida del lugar, era el desfiguramiento del rostro, cegueras y sorderas parciales o totales, perdida de piezas dentales, enfermedades renales, lesiones de columna y esterilidad.